# Opinion live
Opinion live var ett debattprogram i Sveriges Television, som sändes från Göteborg. Programmet hade premiär den 14 januari 2016 och ersatte tidigare liknande opinionsprogrammet Debatt på torsdagskvällar i SVT 1. Belinda Olsson, som tidigare var en av programledarna på Debatt, och Olle Palmlöf delade på programledarrollen i den första säsongen. 
Under Almedalsveckan 2016 sändes Opinion med Belinda Olsson som intervjuare av de åtta riksdagspartiledarna och Axel Gordh Humlesjö som debattledare i övriga debatter.
Programmet sändes för sista gången den 19 december 2019.

## Säsonger

### Första säsongen
Avsnitten sändes på torsdagskvällar kl. 22.00-22.45 mellan januari och maj 2016. Belinda Olsson och Olle Palmlöf turades om att vara programledare. En sändning ledde både Olsson och Palmlöf tillsammans.
| Nr  | Datum      | Synopsis | Programledare                   |
| --- | ---------- | --- | ------------------------------- |
| 01  | 2016-01-14 | Debatt om de uppmärksammade sexbrotten i Köln, Stockholm och Kalmar.                                                                         | Olle Palmlöf                    |
| 02  | 2016-01-21 | Debatt om drevet mot utrikesminister Margot Wallström. Dessutom debatt om Kommunal-skandalen.                                                | Belinda Olsson                  |
| 03  | 2016-01-28 | Debatt om undervisningen på högskolor. Dessutom debatt om senaste valbarometern där regeringspartiet Socialdemokraterna förlorat stort stöd. | Olle Palmlöf                    |
| 04  | 2016-02-04 | Debatt om förslaget inom Moderaterna ett eventuellt samarbete med Sverigedemokraterna.                                                       | Belinda Olsson                  |
| 05  | 2016-02-11 | Debatt om HVB-hem med bland andra Jan Emanuel Johansson.                                                                                     | Olle Palmlöf                    |
| 06  | 2016-02-18 | Debatt om sänkta löner på enkla jobb. Dessutom debatt om nätdejting.                                                                         | Belinda Olsson                  |
| 07  | 2016-02-25 | Debatt om bostadskrisen i Sverige. Dessutom debatt om surrogatmammor.                                                                        | Olle Palmlöf                    |
| 08  | 2016-03-03 | Debatt om Donald Trump. Dessutom debatt om Melodifestivalen mellan Bert Karlsson och Tina Mehrafzoon.                                        | Belinda Olsson                  |
| 09  | 2016-03-10 | Debatt om mansplaining. Dessutom debatt om EU:s framtid.                                                                                     | Olle Palmlöf                    |
| 10  | 2016-03-17 | Debatt om skatteplanering. Dessutom debatt om sexuella övergrepp.                                                                            | Belinda Olsson                  |
| 111 | 2016-03-24 | Debatt om Terrordåden i Bryssel med bland andra Jan Eliasson och Mona Sahlin.                                                                | Olle Palmlöf och Belinda Olsson |
| 12  | 2016-03-31 | Debatt om kejsarsnitt ska vara en rättighet för alla kvinnor. Dessutom debatt om mode, män och ålder mellan Cay Bond och Peder Lamm.         | Belinda Olsson                  |
| 13  | 2016-04-07 | Debatt om (och med) banken Nordea efter avslöjandena om Panamadokumenten.                                                                    | Olle Palmlöf                    |
| 14  | 2016-04-14 | Debatt om tiggeri i Sverige. Dessutom debatt om åldersgränsdebatten kring regissören Suzanne Ostens kommande filmatisering.                  | Olle Palmlöf                    |
| 15  | 2016-04-21 | Debatt om Miljöpartiet efter de uppkomna skandalerna. Dessutom debatt mellan cyklister och bilister.                                         | Belinda Olsson                  |
| 16  | 2016-04-28 | Debatt om frisläppandet av Gryningspyromanen. Dessutom debatt om satir mot Sveriges kung.                                                    | Olle Palmlöf                    |
| 17  | 2016-05-05 | Debatt om att stoppa dödligt våld i förorter. Dessutom debatt om flaggförbudet inför Eurovision Song Contest 2016.                           | Belinda Olsson                  |
| 18  | 2016-05-19 | Debatt om medias bild av fotbollsspelaren Zlatan Ibrahimović. Dessutom debatt om mannen som skänkte 2 miljarder till svensk forskning.       | Olle Palmlöf                    |
| 19  | 2016-05-26 | Debatt om flyktingbarn som blev hänvisade till en annan skolentré. Dessutom debatt om protester mot skeva kvinnoideal.                       | Belinda Olsson                  |

1 Det elfte programmet i säsongen gick under namnet Opinion Extra: Terrorn i Europa- Detta med anledning av Terrordåden i Bryssel som ägde rum två dagar före denna sändning gjordes.

### Almedalsveckan 2016
Under Almedalsveckan 2016 direktsände Sveriges Television Opinion Live från Visby. Varje dag kom ett av de åtta riksdagspartierna att ha sin dag och på kvällen höll dess partiledare ett direktsänt tal. Efter talet sändes Opinion från Almedalen där programledaren Belinda Olsson intervjuade partiledaren om vad denne hade talat om i sitt tal. I vissa program förekom även andra debatter, som då programleddes av Axel Gordh Humlesjö. 
Vilket parti som har respektive sändningsdag följdes av ordningen från föregående år, dock att det parti som hade sista dagen året innan fick den första dagen det här året.
| Nr | Datum      | Synopsis                                                               | Programledare                          |
| -- | ---------- | ---------------------------------------------------------------------- | -------------------------------------- |
| 08 | 2016-07-03 | Debatt kring Liberalernas dag med partiledaren Jan Björklund.          | Belinda Olsson och Axel Gordh Humlesjö |
| 01 | 2016-07-04 | Debatt kring Centerpartiets dag med partiledaren Annie Lööf.           | Belinda Olsson och Axel Gordh Humlesjö |
| 02 | 2016-07-05 | Debatt kring Socialdemokraternas dag med partiledaren Stefan Löfvén.   | Belinda Olsson och Axel Gordh Humlesjö |
| 03 | 2016-07-06 | Debatt kring Kristdemokraternas dag med partiledaren Ebba Busch Thor.  | Belinda Olsson och Axel Gordh Humlesjö |
| 04 | 2016-07-07 | Debatt kring Sverigedemokraternas dag med partiledaren Jimmie Åkesson. | Belinda Olsson och Axel Gordh Humlesjö |
| 05 | 2016-07-08 | Debatt kring Miljöpartiets dag med språkröret Gustav Fridolin.         | Belinda Olsson och Axel Gordh Humlesjö |
| 06 | 2016-07-09 | Debatt kring Moderaternas dag med partiledaren Anna Kinberg Batra.     | Belinda Olsson och Axel Gordh Humlesjö |
| 07 | 2016-07-10 | Debatt kring Vänsterpartiets dag med partiledaren Jonas Sjöstedt.      | Belinda Olsson och Axel Gordh Humlesjö |

### Andra säsongen
Avsnitten sänds på torsdagskvällar kl. 22.00-22.45 mellan augusti och december 2016. 
| Nr | Datum      | Synopsis | Programledare |
| -- | ---------- | -------- | ------------- |
| 01 | 2016-08-25 |          |               |
| 02 | 2016-09-01 |          |               |
| 03 | 2016-09-08 |          |               |
| 04 | 2016-09-15 |          |               |
| 05 | 2016-09-22 |          |               |
| 06 | 2016-09-29 |          |               |
| 07 | 2016-10-06 |          |               |
| 08 | 2016-10-13 |          |               |
| 09 | 2016-10-20 |          |               |
| 10 | 2016-10-27 |          |               |
| 11 | 2016-11-03 |          |               |
| 12 | 2016-11-10 |          |               |
| 13 | 2016-11-17 |          |               |
| 14 | 2016-11-24 |          |               |
| 15 | 2016-12-01 |          |               |
| 16 | 2016-12-08 |          |               |
| 17 | 2016-12-15 |          |               |
| 18 | 2016-12-22 |          |               |
| 19 | 2016-12-29 |          |               |